# ذیاب بن عیسی آل نهیان
ذیاب بن عیسی بن نهیان آل نهیان (به عربی: ذیاب بن عیسی بن نهیان آل نهیان) اولین شیخ ابوظبی (از ۱۷۶۱ تا ۱۷۹۳) بود. او بنیانگذار سلسله آل ابو فلاح است که هنوز در ابوظبی حکم می‌رانند. ذیاب بن عیسی رئیس قبایل متحد بنی یاس بود. شکارچیانی از این قبیله در سال ۱۷۶۱ در پی شکار یک غزال از لیوا (در امارات متحده عربی) به چشمهٔ آب شیرینی در این جزیره رسیدند. از آن پس غزال نماد ابوظبی شد و نام خود را به آن داد(ابوظبی به معنای پدر غزال است). در سال ۱۷۹۳، ذیاب به پسرش شخبوط امر کرد که به این جزیره مهاجرت کند. شخبوط چنین کرد و روستا و قلعه‌ای در ابوظبی ساخت.